# Championnat de Suisse de hockey sur glace 1945-1946
Saison précédente Saison suivante
La saison 1945-1946 est la 37e saison du championnat de Suisse de hockey sur glace.

## Ligue nationale A
| Clt   | Équipe                 | PJ | V | D | N | BP | BC | Diff | Pts |
| ----- | ---------------------- | -- | - | - | - | -- | -- | ---- | --- |
| +001, | HC Davos (T)           | 6  | 5 | 1 | 0 | 30 | 8  | +22  | 11  |
| +002, | HC Bâle-Rotweiss       | 6  | 4 | 1 | 1 | 20 | 10 | +10  | 9   |
| +003, | HC Arosa               | 6  | 4 | 1 | 1 | 22 | 18 | +4   | 9   |
| +004, | Zürcher SC             | 6  | 3 | 0 | 3 | 15 | 16 | -1   | 6   |
| +005, | Young Sprinters HC (P) | 6  | 2 | 1 | 3 | 26 | 29 | -3   | 5   |
| +005, | Montchoisi HC          | 6  | 1 | 0 | 5 | 14 | 23 | -9   | 2   |
| +007, | CP Berne               | 6  | 0 | 0 | 6 | 11 | 34 | -23  | 0   |

- En gras : champion de Suisse
- En italique : en barrage de promotion/relégation

Davos remporte le 18e titre de son histoire, le 9e consécutivement. Quant au CP Berne, il se maintient en LNA après sa victoire 4-1 contre le HC Château-d'Œx en barrage de promotion-relégation.